# Frans-Congo
Frans-Congo of Frans-Kongo (Frans: Congo français) was van 1891 tot 1906 een Franse kolonie in Centraal-Afrika, bestaande uit het huidige Congo-Brazzaville, Gabon en de Centraal-Afrikaanse Republiek. Het gebied had een oppervlakte van ongeveer 600.000 km². De hoofdstad was Libreville, dat later de hoofdstad van Gabon werd.

## Geschiedenis
Frans-Congo werd in 1880 gevestigd als een Frans protectoraat. De Frans-Italiaanse ontdekkingsreiziger Pierre Savorgnan de Brazza sloot in september van dat jaar een verdrag met een plaatselijk stamhoofd, waarna het gebied onder Franse "bescherming" kwam. In de daaropvolgende jaren (onder meer bij de Koloniale Conferentie van Berlijn) tekende Frankrijk verdragen die de grenzen van het gebied met de Onafhankelijke Congostaat (onder bewind van Leopold II van België), Portugees-Congo en Brits-Kameroen vaststelden. In 1891 werd de kolonie Frans-Congo officieel opgericht.
In 1906 werd Frans-Congo verdeeld tussen de Franse koloniale territoria Gabon en Midden-Congo, voordat het in 1910 opging in de koloniale federatie Frans-Equatoriaal-Afrika. In 1911 ging het noordelijke deel van Frans-Congo over in Duitse handen als gevolg van de Tweede Marokkaanse Crisis. Dit deel werd in 1914-1915, tijdens de Eerste Wereldoorlog, weer geannexeerd door Frankrijk. In 1960 werd het gebied van Frans-Congo verdeeld tussen de drie huidige republieken.
Om het gebied te ontwikkelen, gaf de Franse staat grote exploitatieconcessies aan ongeveer 30 Franse firma's. Deze kregen enorme stukken land in ruil voor de belofte dat deze ontwikkeld zouden worden. De exploitatie was echter beperkt en bestond voornamelijk uit ivoor-, rubber- en houtwinning. Deze bedrijvigheid ging gepaard met veel geweld en een behandeling van de plaatselijke bevolking die grensde aan slavernij.
De meeste van deze exploitatiebedrijven verdienden weinig of geen geld in Frans-Congo, en maar 10 van de bedrijven maakten winst. De meeste firma's bestonden alleen (of bijna alleen) op papier.